# L'Or du Québec
L'Or du Québec est la vingt-sixième histoire de la série Les Tuniques bleues de Lambil et Raoul Cauvin. Elle est publiée pour la première fois du no 2523 au no 2526 du journal Spirou, puis en album en 1987.

## Résumé
Afin d'empêcher les Confédérés d'obtenir l'or qu'un vieux chercheur d'or du Québec veut léguer au Sud, le sergent Chesterfield et le caporal Blutch se rendent à Québec et engagent un coureur des bois pour les mener à bon port.

## Personnages
- Sergent Chesterfield
- Caporal Blutch
- Général Alexander
- Général Lee
- Raynald : coureur des bois de la région de Québec, il accepte, moyennant finance, de conduire Blutch et Chesterfield jusqu'à la mine d'or du vieux Léonce. Hélas pour nos deux héros, il se révèle le pire guide qui soit : s'essoufflant rapidement, incapable de nager, pitoyable à la chasse, infesté de poux et, par-dessus tout, dénué de tout sens de l'orientation. Il a un frère François, également coureur des bois, et tout aussi nul que lui. Leur seule différence est leur opinion sur la guerre, Raynald étant pour le Nord et François pour le Sud.
- Sergent Abbott : faisant partie du 11e régiment de cavalerie du Sud, il a été chargé de récupérer l'or que le vieux Léonce destine aux Confédérés. Il est comme le double de Chesterfield du côté Sud, leurs personnalités étant presque identiques mais leurs physiques étant complètement différents. De ce fait, ils s’entendent assez bien. À leur première rencontre, il s'oppose les armes à la main à Chesterfield mais finalement, les deux sergents décident d'un commun accord que le premier arrivé empochera l'or.
- Caporal O'Neill : faisant partie du 11e régiment de cavalerie de l'armée du Sud, il est physiquement proche de Blutch de par sa petite taille et tout comme lui il n'est guère prompt à se battre.